# Категорический императив
Категори́ческий императи́в (от лат. imperativus  — повелительный) — центральное понятие в этическом философском учении Иммануила Канта о морали, представляющее собой высший принцип нравственности. 

## Описание
Понятие категорического императива было сформулировано И. Кантом в его труде «Основы метафизики нравственности» (1785 год) и подробно исследовано в последующем — в трактате «Критика практического разума» (1788 год).
По Канту, благодаря наличию воли человек может совершать поступки, исходя из принципов. Если человек устанавливает для себя принцип, зависящий от какого-либо объекта желания, то такой принцип не может стать моральным законом, поскольку достижение такого объекта всегда зависит от эмпирических условий. Понятие счастья, личного или общего, всегда зависит от условий опыта. Только безусловный принцип, то есть не зависящий от всякого объекта желания, может иметь силу подлинного морального закона.
Таким образом, моральный закон может состоять лишь в законодательной форме принципа:

Поступай так, чтобы максима твоей воли могла бы быть всеобщим законом.
Поскольку человек является субъектом возможной безусловно доброй воли, он есть высшая цель. Это позволяет представить высший принцип нравственности в другой формулировке:

Поступай так, чтобы ты всегда относился к человечеству и в своём лице, и в лице всякого другого как к цели, и никогда — только как к средству.
«Нравственный закон» (абсолютный и гипотетический императив), не зависящий от посторонних причин, единственно делает человека по-настоящему свободным.
В то же время, для человека моральный закон есть императив, который повелевает категорически, поскольку человек имеет потребности и подвержен воздействию чувственных побуждений, а значит способен к максимам, противоречащим моральному закону. Императив означает отношение человеческой воли к этому закону как обязательность, то есть внутреннее разумное принуждение к нравственным поступкам. В этом заключается понятие долга.
Человек, таким образом, должен стремиться в бесконечном прогрессе своих максим к идее нравственно совершенного закона. В этом состоит добродетель — высшее, чего может достичь конечный практический разум.

В своём сочинении «Религия в пределах только разума», касаясь вопроса об отношении религии и морали, Кант пишет:
Мораль, поскольку она основана на понятии о человеке как существе свободном, но именно поэтому и связывающем себя безусловными законами посредством своего разума, не нуждается ни в идее о другом существе над ним, чтобы познать свой долг, ни в других мотивах, кроме самого закона, чтобы этот долг исполнить. …ведь то, что возникает не из него самого и его свободы, не может возместить его отсутствия моральности. Следовательно, для себя самой мораль отнюдь не нуждается в религии; благодаря чистому практическому разуму она довлеет сама себе.